# Foreningen af Kristne Friskoler
Foreningen af Kristne Friskoler er en forening for kristne friskoler i Danmark. Foreningen omfatter pr. 1. januar 2012 35 friskoler med i alt 6550 elever og ca. 800 ansatte.
Foreningen har samarbejdet med Foreningen af Katolske Skoler i Danmark i at tale til de danske folkevalgte om fortsat mulighed for religiøs udøvelse på friskoler.

## Historie
Foreningen af Kristne Friskoler blev stiftet i 1971 under navnet "Landsforeningen til oprettelse af kristne friskoler m.v". I 1993 blev foreningens navn ændret til ”Foreningen af Kristne Friskoler".
I 1994 blev det besluttet at dele arbejdet op i to foreninger, der tog sig af hver sin side af arbejdet. Foreningen af Kristne Friskoler/Pædagogisk Forening, der skulle tage sig af den pædagogiske side, kurser, udgivelser mv., og Foreningen af Kristne Friskoler/Skoleforeningen der skulle være friskolernes kontakt til myndighederne og håndtere den politiske side af skolearbejdet.
Fra 1. januar 2009 blev de to foreninger igen slået sammen, så der nu kun er en forening for de kristne friskoler i Danmark.

## Medlemmer[2]
| Jylland Agerskov Aulum Uldum Rødding Holstebro Ålborg Bylderup Bov Bramming Haderslev Risskov Silkeborg Thisted Vejle Kolding Esbjerg V Herning Ølgod Randers NV Skjern Bjerringbro Videbæk | Agerskov Kristne Friskole Aulum Kristne Friskole Bøgballe Friskole Brændstrup Kristne Friskole Den kristne Friskole i Holstebro Filipskolen, Ålborg Friskolen Bylderup Bov Friskolen i Bramming Haderslev Kristne Friskole Jakobskolen, Aarhus Klippen – Den Kristne Friskole Lerpytter Friskole & Børnehave Lukas-Skolen Lykkegårdskolen Markusskolen Midtjyllands Kristne Friskole Ølgod Kristne Friskole Randers Kristne Friskole Skjern Kristne Friskole Tange Kristne Friskole Videbæk Kristne Friskole | Sjælland Græsted Holbæk Køge Hvidovre København S Vallensbæk Strand Frederiksberg C Hillerød København NV Skovlunde | Alme Kristne Friskole Andreasskolen Billeborgskolen Esajasskolen Filipskolen, København Gideonskolen Jakobskolen, København Johannesskolen Lygten Skole, Kbh Thomasskolen | Fyn Odense SV Bornholm Aakirkeby Rønne | Kratholmskolen Davidskolen Peterskolen |